# Iranaphias dehbani
Iranaphias dehbani är en insektsart. Iranaphias dehbani ingår i släktet Iranaphias och familjen långrörsbladlöss. Inga underarter finns listade i Catalogue of Life.